# Orestias lastarriae
Orestias lastarriae är en fiskart som beskrevs av Philippi, 1876. Orestias lastarriae ingår i släktet Orestias och familjen Cyprinodontidae. Inga underarter finns listade i Catalogue of Life.